# Richland (Missisipi)
Richland – miasto w Stanach Zjednoczonych, w stanie Missisipi, w hrabstwie Rankin.